# Charles Goodman Tebbutt

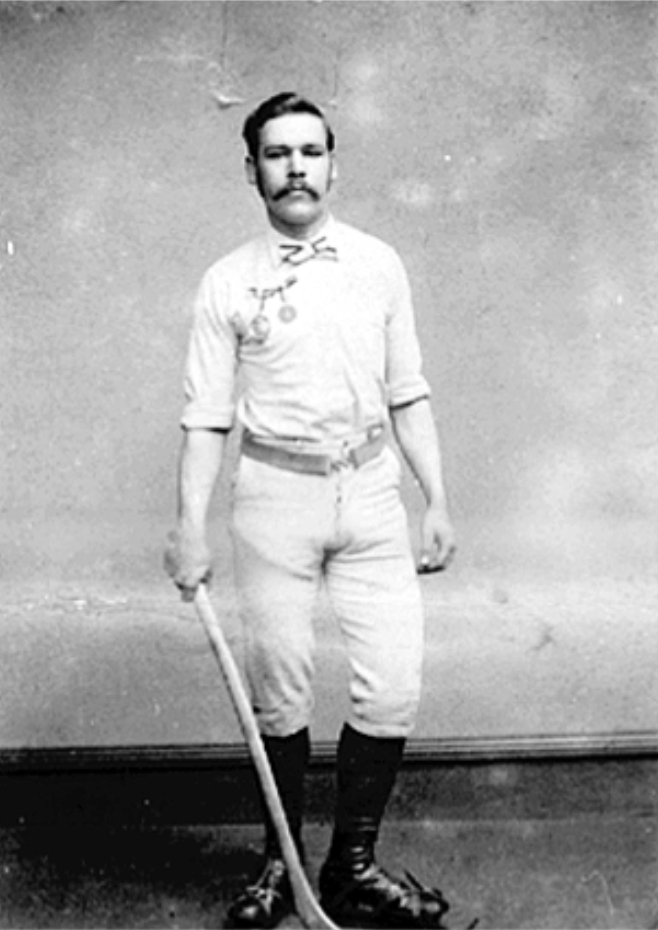
Charles Goodman Tebbutt con un palo de bandy.

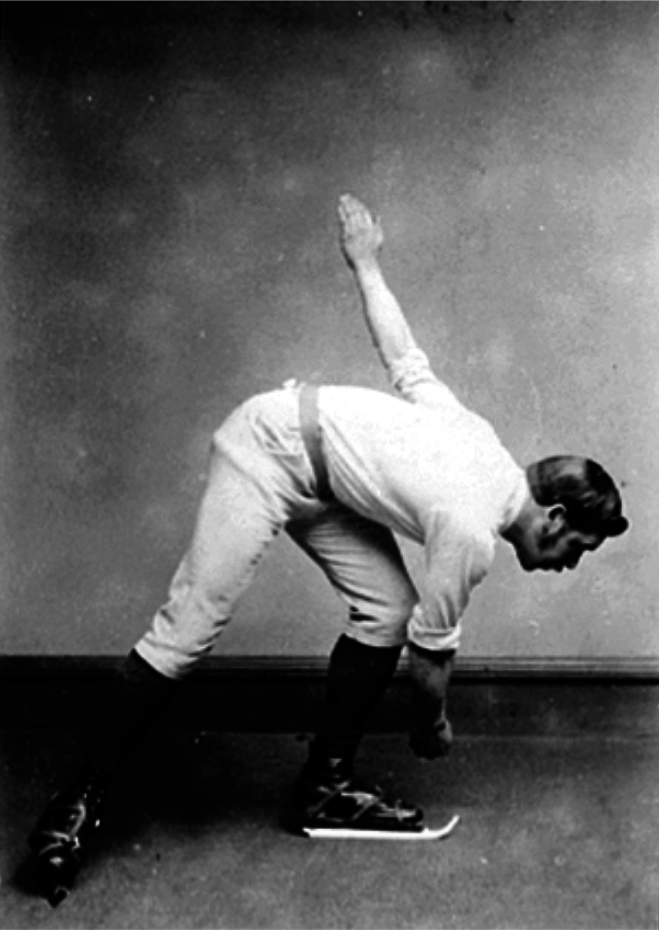
Charles Goodman Tebbutt haciendo una pose de speed skating.

Charles Goodman Tebbutt (1860–1944) era un patinador de velocidad y jugador de bandy inglés de Bluntisham, Inglaterra, en Fenland,Cambridgeshire, donde el "fen skating" era una actividad de invierno popular en el siglo XIX.
También escribió artículos y libros sobre patinaje de velocidad y bandy, incluidos varios capítulos en el libro de Skating de la Biblioteca de Bádminton  (1892) con John Moyer Heathcote.
Tebbutt fue uno de los impulsores de la formación de la Asociación Nacional Británica de Bandy en 1891, que redactó las normas nacionales para el deporte.
Popularizó el deporte en el norte de Europa, Suecia, Noruega y Dinamarca.
En 1894 expuso el deporte en relación con el Campeonato Mundial de patinaje de velocidad en patines en Estocolmo y el primer equipo de bandy en Suecia se formó dentro de la Asociación de Gimnasia de Estocolmo.
Se dice que fue el primer jugador en establecer las reglas de bandy.